# 太阳纹
太阳纹，或称太阳纹样、太阳纹章、太阳纹饰，既太阳的具象或抽象图像，广泛应用于装饰、徽章、旗帜等领域。

## 历史
人类在远古时期就形成了对太阳的崇拜，随着历史的发展变化，逐步将对太阳的崇拜体现到器物上，变现为太阳纹饰。

## 太陽紋列表

### 國徽

#### 現在使用的

中華民國國徽
阿富汗伊斯兰酋长国国徽
安哥拉國徽
安提瓜和巴布達國徽
阿根廷國徽
巴哈马国徽
白俄羅斯國徽
中非共和國國徽
乍得國徽
科摩羅國徽
哥斯大黎加國徽
克里米亚国徽
古巴國徽
厄瓜多國徽
宏都拉斯國徽
象牙海岸國徽
基里巴斯國徽
吉尔吉斯国徽
拉脫維亞國徽
利比里亞國徽
马里国徽
摩爾多瓦國徽
蒙古國國徽
摩洛哥國徽
莫桑比克國徽
尼日爾國徽
北馬其頓國徽
菲律賓國徽
盧旺達國徽
所羅門群島國徽
南非共和國國徽
大韓民國國徽
德涅斯特河沿岸國徽
烏干達國徽
烏拉圭國徽
乌兹别克国徽

#### 曾經使用的

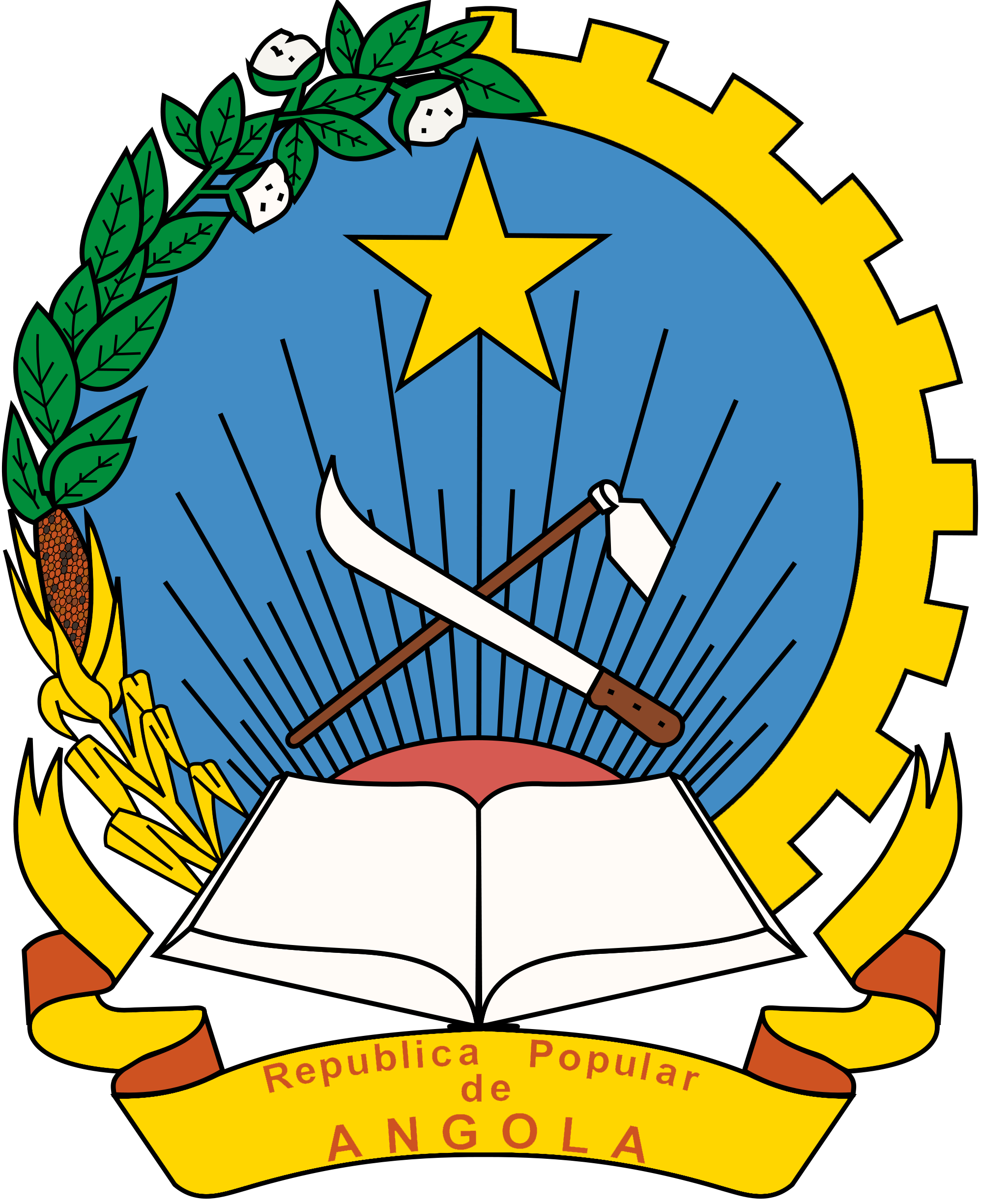
安哥拉人民共和國國徽
亞美尼亞蘇維埃社會主義共和國國徽
亞塞拜然蘇維埃社會主義共和國國徽
白俄羅斯蘇維埃社會主義共和國國徽
克羅埃西亞社會主義共和國國徽
埃塞俄比亞人民民主共和國國徽
愛沙尼亞蘇維埃社會主義共和國國徽
遠東共和國國徽
格魯吉亞蘇維埃社會主義共和國國徽
大哥倫比亞國徽（英语：Coat of arms of Gran Colombia）
柬埔寨人民共和國國徽
卡累利阿-芬蘭蘇維埃社會主義共和國國徽
哈薩克蘇維埃社會主義共和國國徽
吉爾吉斯蘇維埃社會主義共和國國徽
朝鮮人民共和國國徽
拉脫維亞蘇維埃社會主義共和國國徽
立陶宛蘇維埃社會主義共和國國徽
馬其頓人民共和國國徽
馬其頓社會主義共和國國徽
摩爾達維亞蘇維埃社會主義共和國國徽
蒙古人民共和國國徽
莫桑比克人民共和國國徽
波斯帝國國徽
菲律賓第一共和國國徽
菲律賓第二共和國國徽
罗马尼亚人民共和国国徽
羅馬尼亞社會主義共和國國徽
俄羅斯蘇維埃聯邦社會主義共和國國徽
塞爾維亞社會主義共和國國徽
蘇聯國徽
塔吉克蘇維埃社會主義共和國國徽
外高加索社會主義聯邦蘇維埃共和國國徽
土庫曼蘇維埃社會主義共和國國徽
唐努圖瓦人民共和國國徽
圖瓦人民共和國國徽
烏克蘭蘇維埃人民共和國國徽
烏克蘭蘇維埃社會主義共和國國徽
烏茲別克蘇維埃社會主義共和國國徽

### 地方徽

#### 屬地徽章

阿迪格共和国国徽（俄语：Герб Адыгеи）
巴什科爾托斯坦共和國國徽
英屬印度洋領地盾徽
法屬波利尼西亞國徽
加告兹自治区区徽
瓜德罗普大区区徽
印古什共和國國徽（俄语：Герб Ингушетии）

#### 邦徽

嘉義縣縣徽
花蓮縣縣徽
卡馬圭省省徽（英语：Coat of arms of Camagüey Province）
佛罗里达州州徽
夏威夷州州徽
伊利诺伊州州徽
青年島特區區徽
堪萨斯州州徽（英语：Seal of Kansas）
盧甘斯克州州徽（烏克蘭語：Герб Луганської області）
密西根州州徽
新罕布什尔州州徽（英语：Seal of New Hampshire）
忠清北道道徽
俄亥俄州州徽
沖繩縣縣徽
波多爾省省徽
金塔納羅奧州州徽
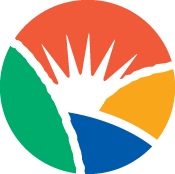
慶尚南道道徽
東京都都徽

#### 市徽

上霍斯皮西奧市徽
阿爾梅羅市徽
卡拉马市徽
季夫諾戈爾斯克市徽
格連吉克市徽
根措夫特市鎮市徽
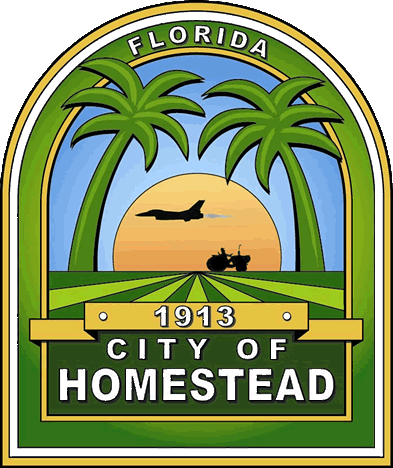
霍姆斯特德市徽
科佩爾市徽
日光市市徽
波多利亚市徽
羅戈日內市徽
羅索曼市鎮市徽
伏爾加列琴斯克市徽

### 政府徽

阿拉貢地區防禦委員會會徽
阿塞拜疆人民政府徽章
孟加拉國政府（英语：Government of Bangladesh）徽章
哈薩克斯坦中央選舉委員會（英语：Central Election Commission (Kazakhstan)）會徽
大韓民國政府徽章

### 黨徽

中國國民黨黨徽
不列顛社會黨政黨標誌
大政翼贊會會徽

### 軍徽

日本警察警徽（日语：旭日章 (警察章)）

#### 國籍標誌

阿根廷海軍航空兵（英语：Argentine Naval Aviation）國籍標誌
日本航空自衛隊國籍標誌
哈薩克斯坦空軍國籍標誌
吉爾吉斯空軍（英语：Kyrgyz Air Force）國籍標誌

### 民族徽章

塞凯伊人徽章

### 個人徽章

安特里姆伯爵（英语：Earl of Antrim）家徽
方濟各教宗牧徽
木下氏（日语：木下氏）家紋
佐竹氏家紋
龍造寺氏家紋
北馬其頓總統徽章
菲律賓總統徽章（英语：Seal of the President of the Philippines）

### 其他徽章

中國共產主義青年團團徽
三民主義青年團團徽
中華奧林匹克委員會會徽
中華帕拉林匹克總會會徽
自由德國青年團徽